# 5783 Kumagaya
5783 Kumagaya è un asteroide della fascia principale. Scoperto nel 1991, presenta un'orbita caratterizzata da un semiasse maggiore pari a 2,2523856 UA e da un'eccentricità di 0,0311533, inclinata di 5,81124° rispetto all'eclittica.